# 延寿寺 (彦根市)
延寿寺（えんじゅじ）は、滋賀県彦根市にある臨済宗永源寺派の寺院である。山号は永明山。本尊は観世音菩薩。

## 歴史
749年（天平勝宝元年）行基によって創建されたと伝えられる。元は天台宗に属していた。中世になり一時荒廃するが、文明16年（1484年）に延寿寺内の静林寺が復興。この時期に蜷川親元が延寿寺内で歌を詠んだという記録が残る。
その後戦国時代から安土桃山時代にかけて、兵火により焼失するが、江戸時代に入り臨済宗永源寺派の禅師円光の弟子が入山し、臨済宗に改めて再興された。

### 延寿寺村
荒神山の麓に位置する当寺とその周辺は、江戸時代から明治7年（1874年）まで延寿寺村を形成していた。村は延寿寺領の二石余を除き、彦根藩領であった。
延寿寺村は明治7年に塚村、下平流村と合併し、寿村となる。寿村は明治12年（1879年）に合併により稲里村になり、稲里村は明治22年（1889年）に稲里村を含む9ヶ村の合併で稲枝村になる。稲枝村は昭和30年（1955年）に3ヶ村の合併により稲枝町となり、昭和43年（1968年）に彦根市に編入された。

## 文化財
- 彦根市指定文化財
  - 木造十一面観音菩薩坐像 - 鎌倉時代前期に造られた檜材の坐像。像高33.8センチメートル[7]。昭和56年（1981年）6月10日、市の文化財に指定[8]。
  - 木造仏頭 - 南北朝時代に造られた檜材の木造仏頭。総高23.3センチメートル。菩薩像の頭部だが、体部以下は欠失している[9]。昭和56年6月10日、市の文化財に指定[8]。

## 所在地
- 滋賀県彦根市稲里町2523